# Beaufin
Beaufin ist eine französische französische Gemeinde mit 20 Einwohnern (Stand: 1. Januar 2022) im Département Isère in der Region Auvergne-Rhône-Alpes (vor 2016 Rhône-Alpes). Sie gehört zum Arrondissement Grenoble und zum Kanton Matheysine-Trièves. Die Einwohner werden Beaufinois genannt.

## Lage
Die Gemeinde Beaufin liegt an der Grenze zum Département Hautes-Alpes, etwa 48 Kilometer südsüdöstlich von Grenoble. Der Fluss Drac, der hier zum Lac du Sautet aufgestaut ist, begrenzt die Gemeinde im Norden und Osten. Umgeben wird Beaufin von den Nachbargemeinden Aspres-lès-Corps im Norden und Nordosten, Saint-Firmin im Osten, Le Glaizil im Süden, Monestier-d’Ambel im Südwesten sowie Ambel im Westen und Nordwesten.

## Bevölkerungsentwicklung
| Jahr                       | 1962 | 1968 | 1975 | 1982 | 1990 | 1999 | 2010 | 2021 |
| Einwohner                  | 32   | 31   | 29   | 21   | 25   | 27   | 22   | 20   |
| Quellen: Cassini und INSEE |      |      |      |      |      |      |      |      |

## Sehenswürdigkeiten
- Kirche Sainte-Marguerite aus dem 19. Jahrhundert
- Reste eines Schlosses aus dem 15. Jahrhundert
- Pont du Loup, Brücke über den Drac

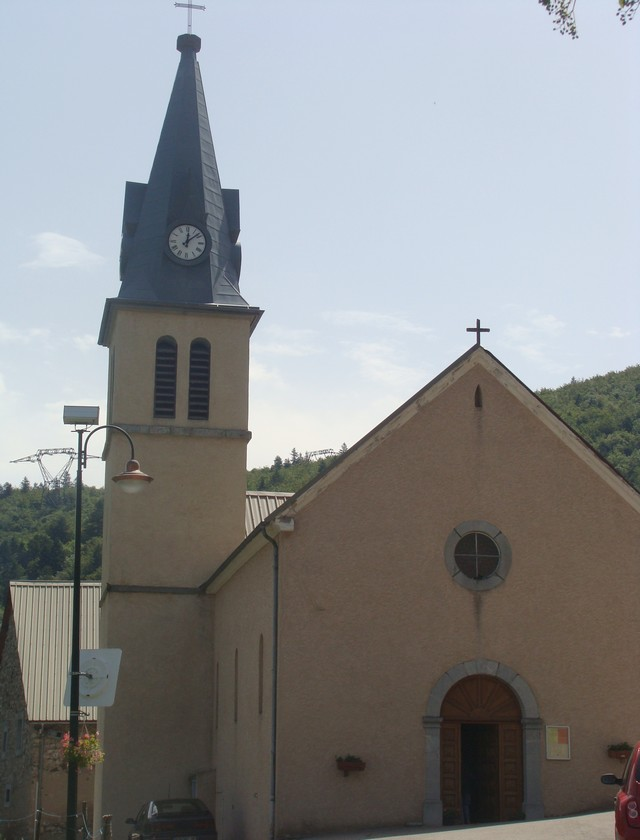
Kirche Sainte-Marguerite
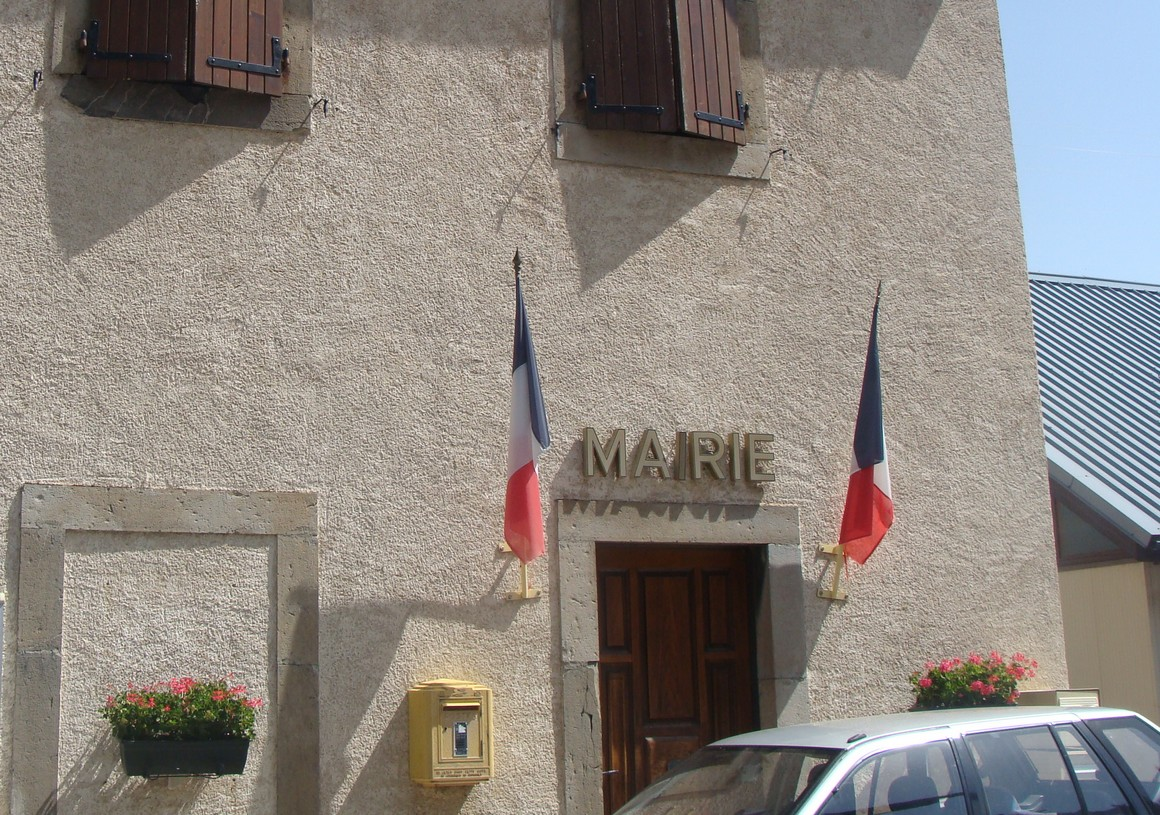
Rathaus (mairie)
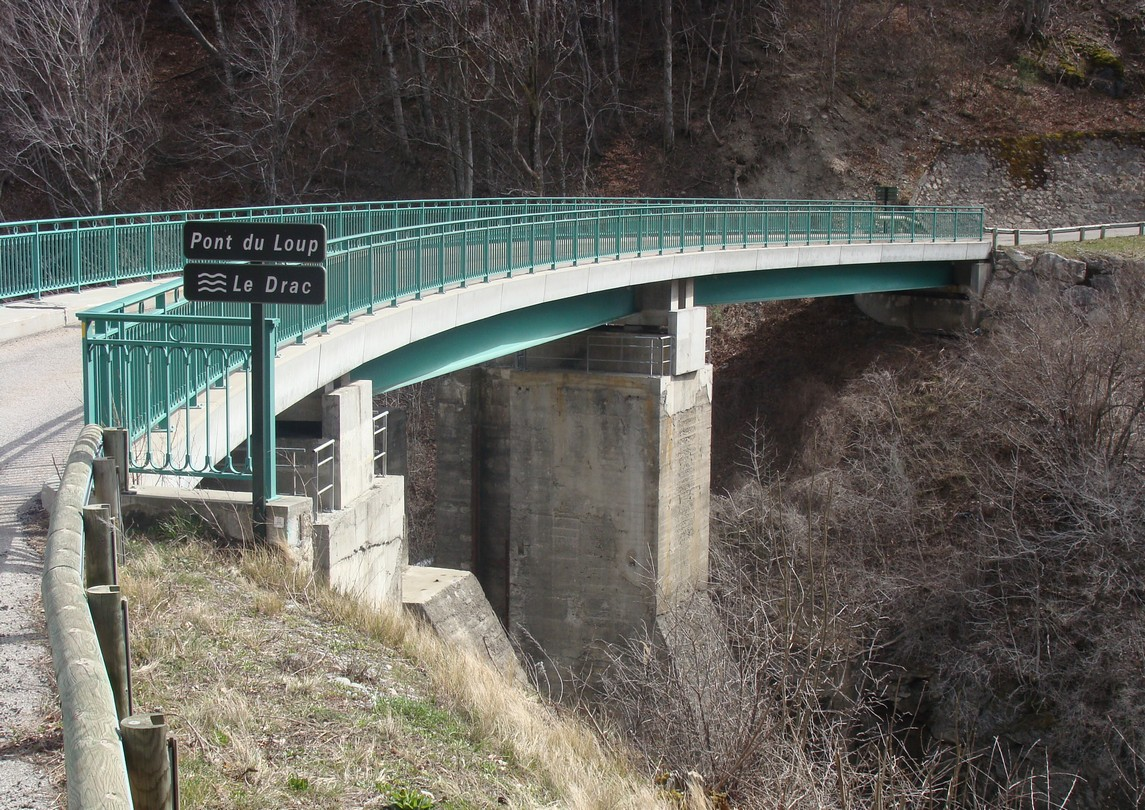
Pont du Loup
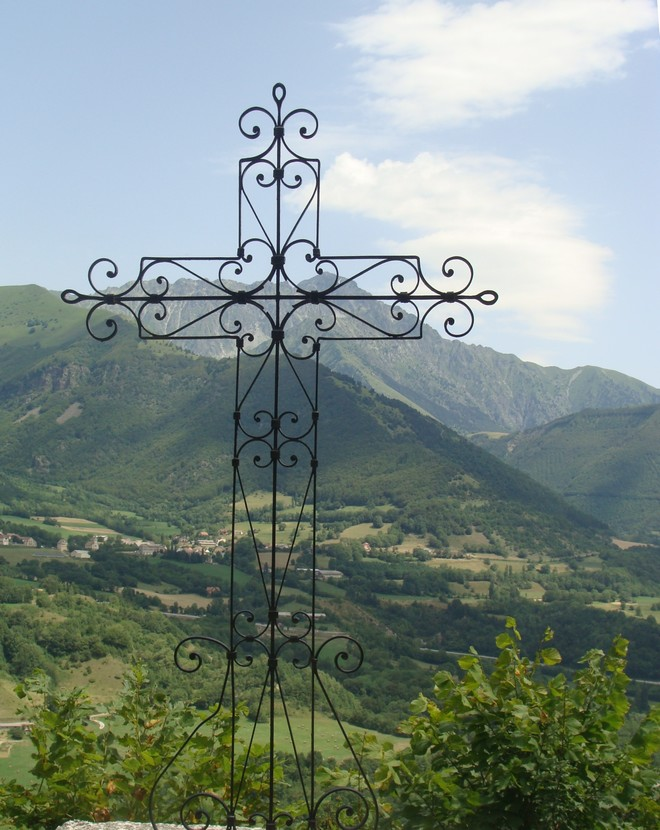
Eines der Wegkreuze in Beaufin
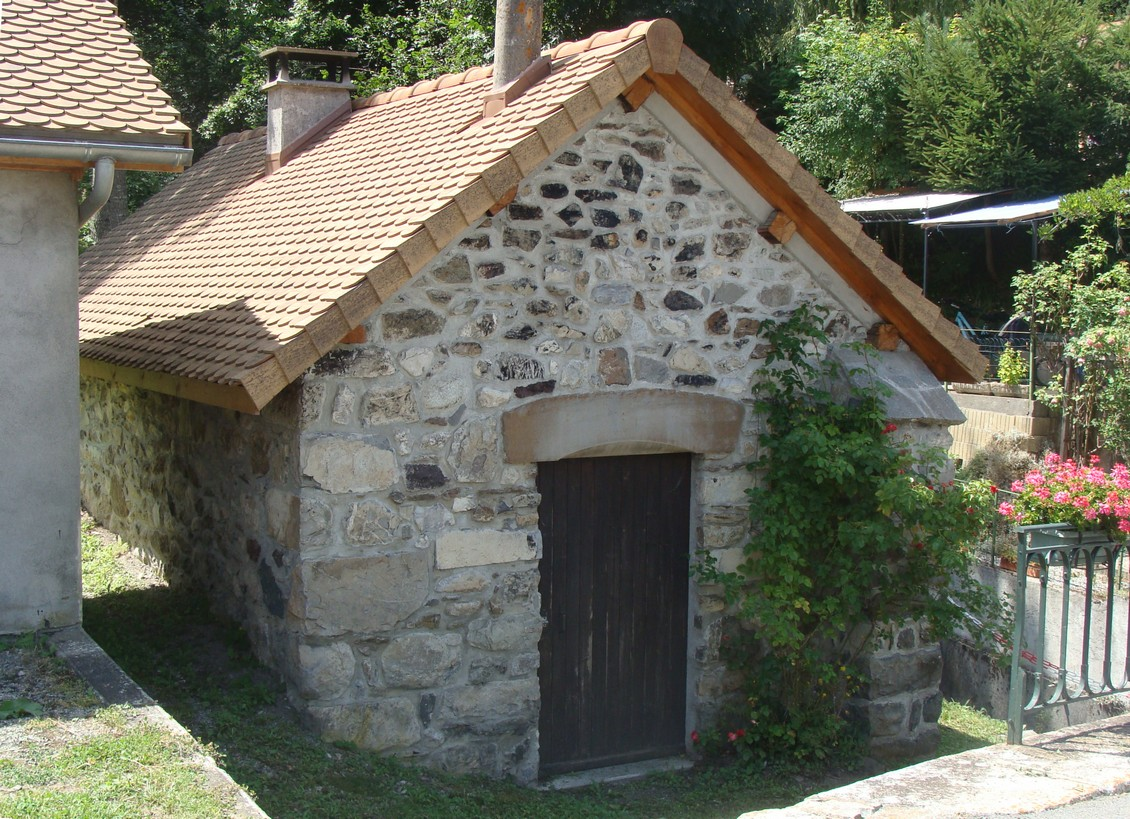
Öffentlicher Brotbackofen